# Lethia umbellata
Lethia umbellata är en irisväxtart som först beskrevs av Friedrich Wilhelm Klatt, och fick sitt nu gällande namn av Pierfelice Ravenna. Lethia umbellata ingår i släktet Lethia och familjen irisväxter. Inga underarter finns listade i Catalogue of Life.